# Land’s End Granite
Der Land’s End Granite ist eine Einzelintrusion des an der Südwestspitze Großbritanniens gelegenen Cornubischen Batholithen. Sie erfolgte während der Spätphase der Variszischen Orogenese im Unterperm in schwach metamorphe Sedimente des Oberdevons.

## Geographie

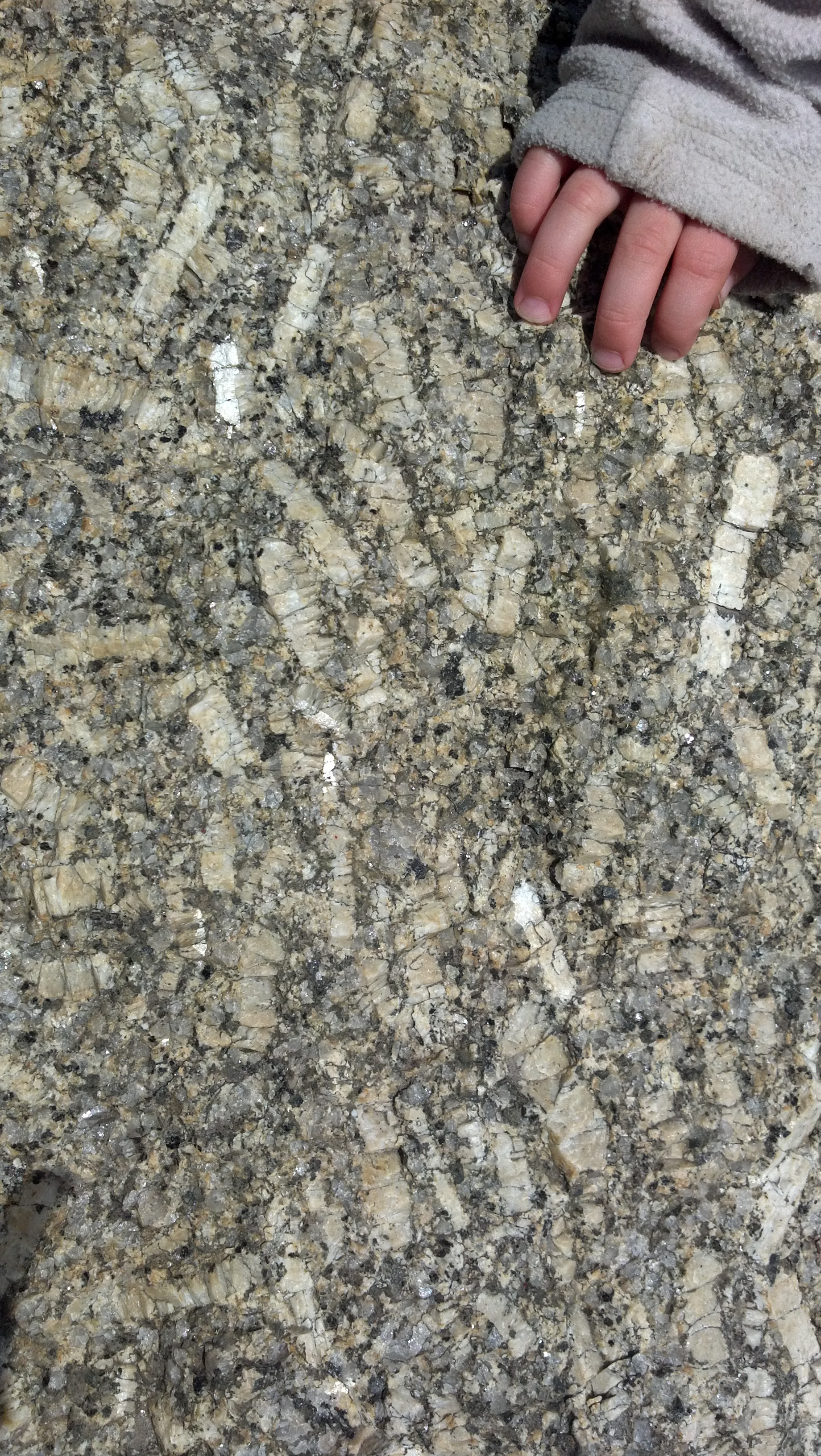
Grobkörniger CGG-Granit von Porthcurno

Der nach Land’s End benannte Granit unterlagert beinahe die gesamte Südwestspitze Cornwalls (Penwith-Halbinsel) – hiervon ausgenommen ist die unmittelbare Umgebung von Penzance und ein knapp 1 Kilometer breiter Küstenstreifen von Cape Cornwall bis nach St Ives. Der nördliche Teil, die so genannte Zennor lobe, ist ein in die Nordost-Richtung gedrehtes Rechteck von zirka 20 Kilometer Länge und 7 Kilometer Breite. Der ebenfalls rechteckige und parallel versetzte Südteil – die St Buryan lobe – misst 10 Kilometer in der Länge und 5 Kilometer in der Breite. Der Land’s End Granite nimmt somit eine Oberfläche von rund 190 Quadratkilometer ein.

## Geologie

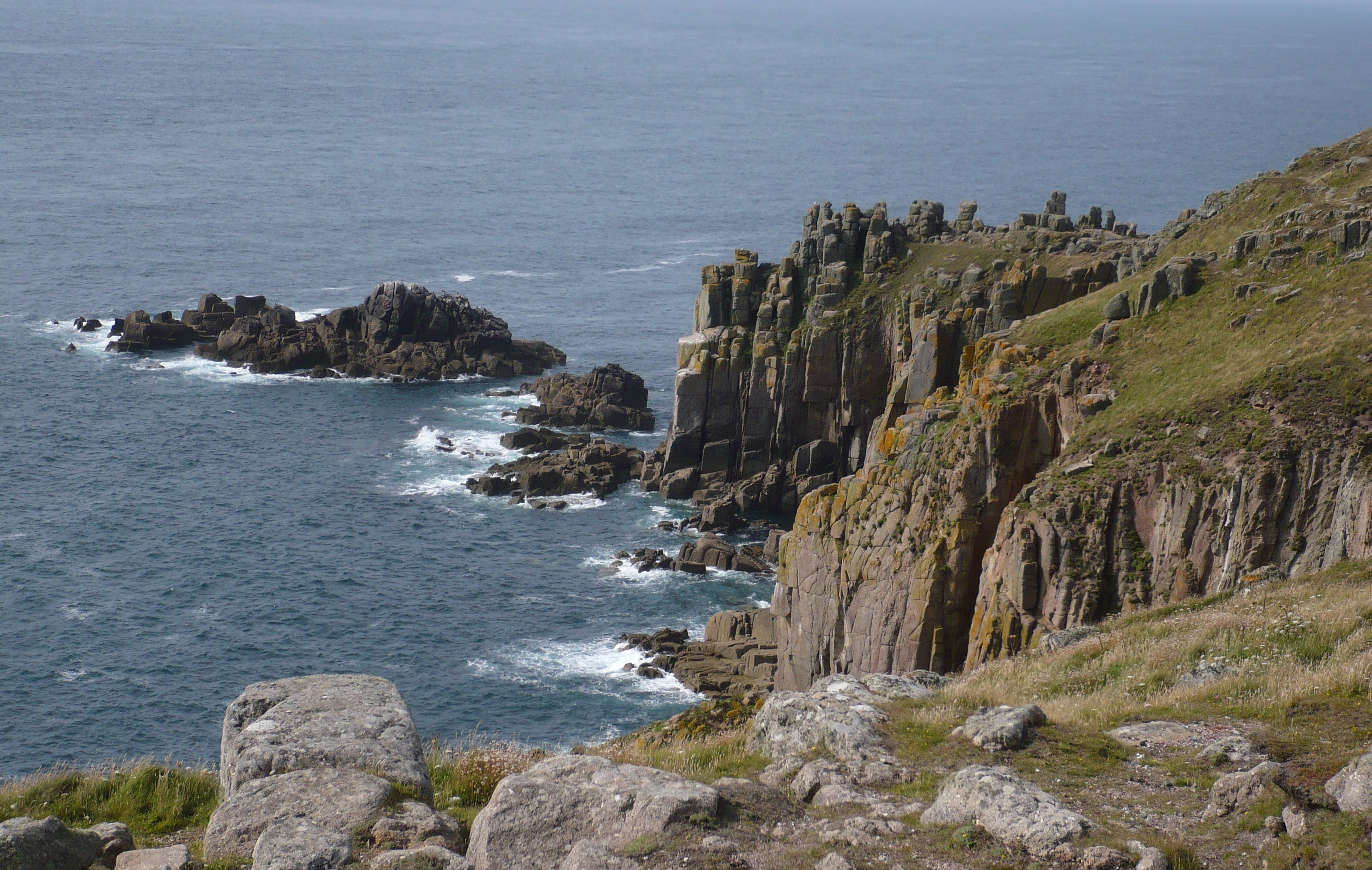
Felsen aus feinkörnigem Granit FGG am Land’s End

Der Land’s End Granite ist der jüngste von fünf Festlandsplutonen innerhalb des unterpermischen Cornubischen Batholithen. Er ist ein Paradebeispiel für einen peraluminosen, anatektischen Biotitgranit des sedimentären S-Typus, der aber dennoch reliktuell Anzeichen von I-Magmatismus birgt. Der Granit ist vorwiegend krustalen Ursprungs.
Gegen Ende des Karbons waren die Konvergenzbewegungen des variszischen Orogens in Nordwesteuropa in ein Ost-West-streichendes, dextrales, transtensionales Dehnungsregime übergegangen, welches durch bedeutende Nordwest-Südost-streichende Verwerfungen kontrolliert wurde. In Südwestengland wurde hierdurch die Sutur zwischen Rhenohercynikum und Rheischem Ozean unter Dehnung reaktiviert und auch alte Variszische Überschiebungen sowie Nordwest-Südost-streichende Transferstörungen neu bewegt. Die nördliche Liegendplatte der Sutur stieg langsam an die Oberfläche heraus und wurde sukzessiv exhumiert. Durch die entstandene Druckentlastung kam es zu Schmelzbildung und Platznahme des Cornubischen Batholithen und somit auch des Land’s End Granite in zirka 5 bis 6 Kilometer Tiefe.

### Wirtsgesteine
Der Land’s End Granite intrudierte Metasedimente und Metavulkanite der oberdevonischen Mylor Slate Formation, wobei sämtliche Strukturen wie z. B. Brüche, Verwerfungen, Falten und Schieferungen klar abgeschnitten wurden. Wie auch andere devonische Abfolgen Englands hatten die Wirtsgesteine während des Karbons drei Deformationsphasen D 1 (Isoklinalfaltung), D 2 (NNW-vergente aufrechte Faltung) und D 3 (SSO-vergente Rückfaltung) erfahren, welche durch die Nordnordwest-Südsüdost-orientierten variszischen Konvergenzbewegungen verursacht worden waren. Die Deformationen waren mit einer niedriggradigen Grünschiefer-Metamorphose gekoppelt, welche bereits während D 1 ihr Intensitätsmaximum erreicht hatte – mit 0,3 GPa an Druckauflast und Temperaturen von 300 °C. Gegen Ende des Karbons gingen die Konvergenzbewegungen dann in ein Nordnordwest-Südsüdost-Dehnungsregime über, was letztlich das Aufdringen des Land’s End Granite ermöglichte.
Die Mylor Slate Formation ist eine tonige bis siltige, auf dem Meeresboden des Gramscatho Basin abgesetzte Sedimentfolge aus dem Famenne, die Kissenlaven und Dolerite enthält. Noch ehe sie vom Land’s End Granite kontaktmetamorph verändert wurde, hatte sie bereits auf dem Meeresboden die Einwirkungen heißer hydrothermaler Lösungen erfahren. Die Kontaktmetamorphose erzeugte in einigen der Basalte die Mineralassoziationen Cordierit-Anthophyllit sowie Hornblende-Plagioklas. Kalksilikat-Hornfelse entstanden durch die von der Granitintrusion bewirkte Metasomatose. Die Hauptmasse der Sedimente verwandelte sich zu Fleckenschiefern mit der Mineralparagenese Cordierit + Biotit + Chlorit ± Andalusit.
Die Wirtsgesteine wurden angehoben und aufgebeult, was sehr wahrscheinlich durch ein Aufblähen der Lakkolithintrusion verursacht wurde. Ihr Auskolken (Englisch stoping) durch ein nach außen vordringendes Geflecht an Gängen und Lagergängen ist ebenfalls belegt.
Die Kontaktaureole umgibt die Granitintrusion in einem Abstand von 2 bis maximal 3 Kilometer. Sie zieht beispielsweise in etwa parallel zur Intrusion von Penzance bis Carbis Bay.

## Petrologie

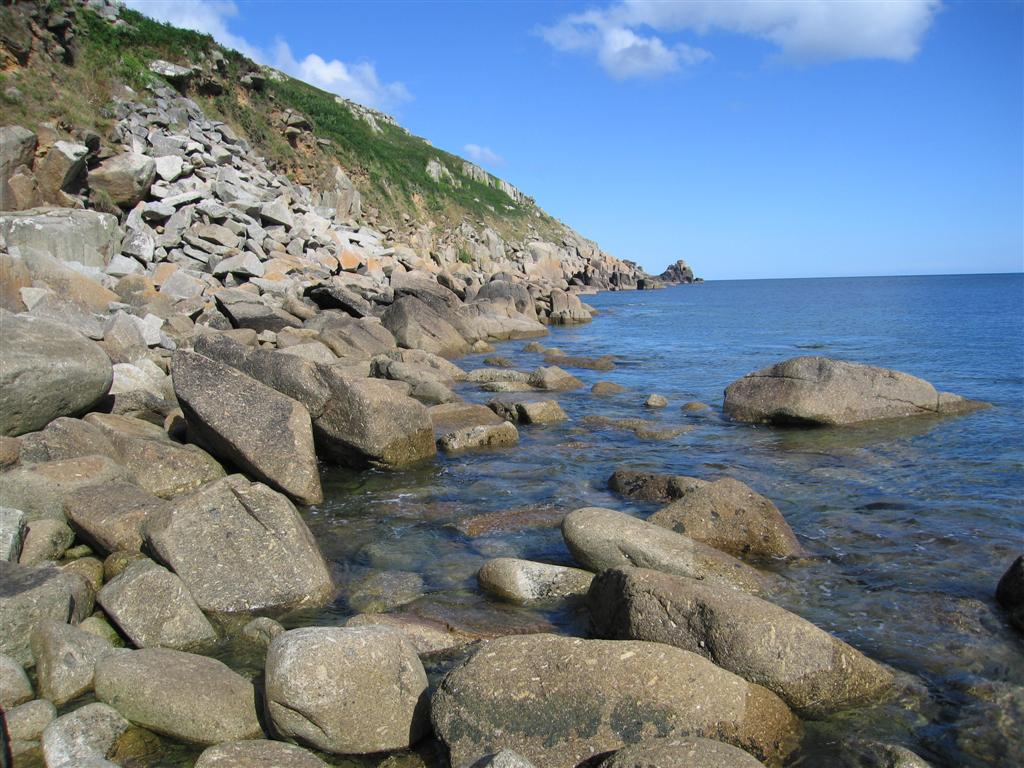
Porphyrische grobkörnige Fazies CGG bei Lamorna Cove

Die Intrusion wird mehrheitlich von verschiedenen petrologischen Fazies aus Biotitgraniten zusammengesetzt (G 3-Granite). Der größte Flächenanteil wird von einem porphyrischen, grobkörnigen G 3a-Granit in Anspruch genommen (Englisch Coarse Grained Granite oder abgekürzt CGG), der praktisch den gesamten Südteil und gut 50 Prozent des Nordteils stellt. Die Südwesthälfte des Nordteils wird von einem grobkörnigen G 3b-Granit gebildet, der aber im Unterschied zur ersten Fazies keine Phänokristalle enthält (und daher aphyrisch ist). Es folgt sodann ein mittelkörniger G 3c-Granit, auch als MGG bezeichnet. Zuletzt erscheint ein feinkörniger G 3d-Granit bzw. FGG, unterteilt in eine porphyrische und eine aphyrische Fazies. Die Hauptvorkommen des feinkörnigen Granits befinden sich nördlich und westlich von Penzance, kleinere Vorkommen erscheinen am Land’s End, bei St Levan sowie am Cape Cornwall.
Neben diesen Hauptfazies der frühen monzonitischen Biotitgranite bestehen als Spätfazies noch kleinere isoliert auftretende G 4-Granite (Turmalingranite G 4 a und G 4b, Lithiumglimmergranit G 4c und ein massiver, feinkörniger Quarz-Turmalin-Fels MQT). Außerdem ist ein Albit-Mikrogranit mit den frühen Biotitgraniten assoziiert.
Diese unterschiedlichen Fazies sind wahrscheinlich verschiedenen Magmen zuzuordnen,  die untereinander in Berührung traten und sich teilweise wohl auch vermischten (Englisch magma mingling and mixing). Insgesamt betrachtet ist der Land’s End Granite gefügemäßig und auch chemisch recht inhomogen.

### Mineralogie

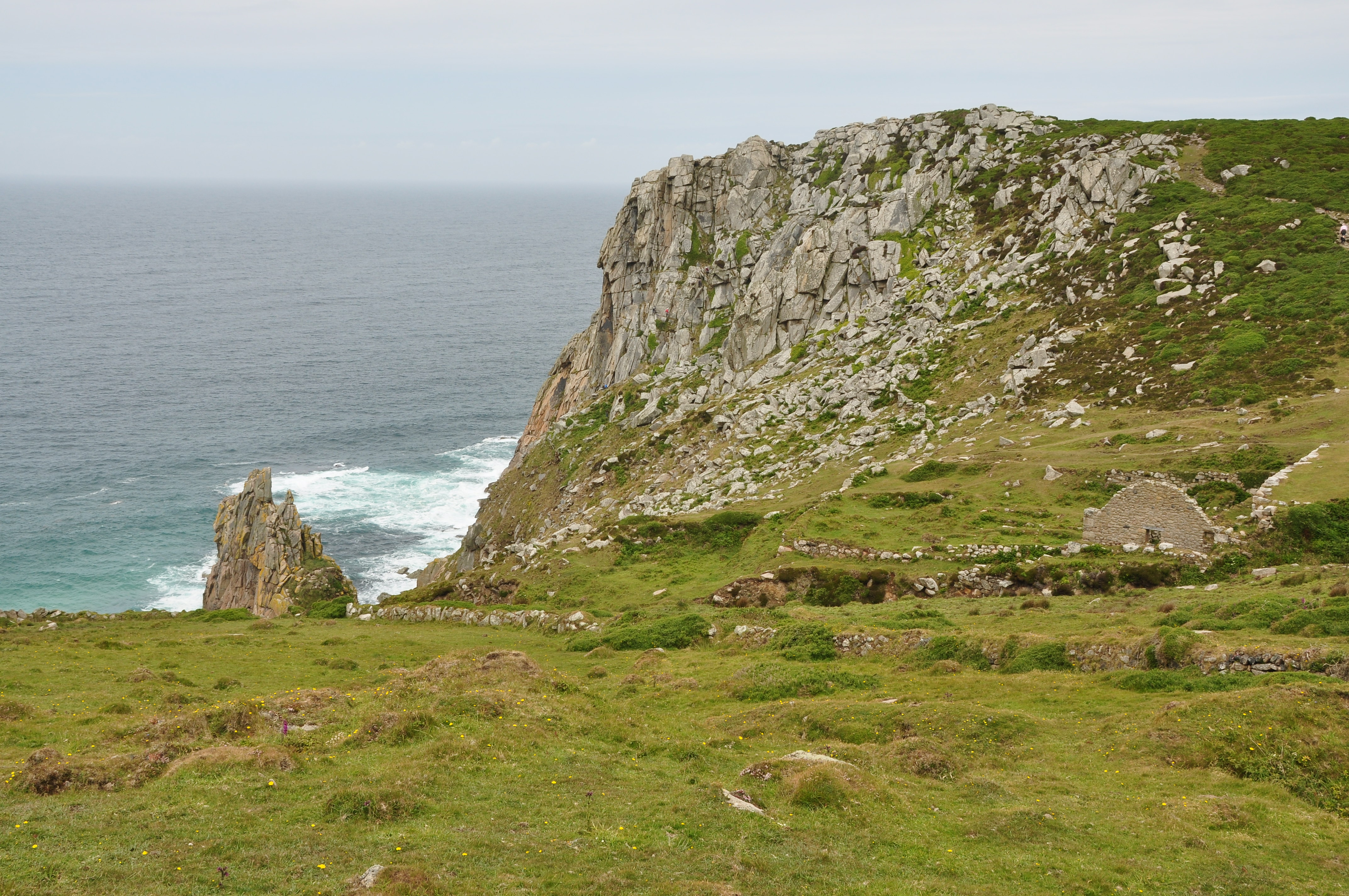
Der Vorsprung am Bosigran Cliff wird aus mittelkörnigem Granit MGG aufgebaut, welcher im Hangenden in die grobkörnige Fazies CGG übergeht.

Die grob- und mittelkörnigen Biotitgranite führen große hypidomorphe Feldspat-Phänokristalle (Orthoklas), die in eine Grundmasse aus Plagioklas (An10-33), Biotit (Mg-Siderophyllit), interstitiellen xenomorphen Quarz, Alkalifeldspat und Fe-Polylithionit gebettet sind. Zugegen sein können auch bis zu 10 Millimeter große Ansammlungen von Cordierit. Als akzessorisches Mineral tritt örtlich gehäuft vor allem Turmalin auf, vertreten sind ferner Apatit, Ilmenit, Monazit, Muskovit, Ruti, Xenotim und Zirkon. Die Alkalifeldspäte sind in der Regel mikroperthitisch und zeigen Rapakiwi-Textur. In ihnen können überdies Plagioklas, Quarz und Biotit eingeschlossen sein. Die konzentrischen Einschlüsse folgen gewöhnlich unregelmäßigen internen Strukturgrenzen. Tafelförmige Phänokristalle aus Plagioklas sind hypidomorph bis xenomorph und können 4 Zentimeter erreichen. Sie zeigen typisch magmatische Anwachsmuster und häufig auch Siebtexturen. Chemisch bedingte Zonierungen innerhalb der Plagioklase lassen auf Ungleichgewichte während des Kristallisationsprozesses schließen.
Die feinkörnigen Granite besitzen denselben Mineralaufbau und unterscheiden sich nur durch ihre kleinere Korngröße.

### Geochemische Zusammensetzung

#### Hauptelemente
Bei den Hauptelementen ergeben sich folgende Zusammensetzungen:
| Oxid Gew. % | Durchschnitt des Cornubischen Batholithen | Grobkörnig CGG Lamorna | Feinkörnig FGG Castle an Dinas | Grob aphyrisch Pendeen | Turmalingranit Pellitras Point | Lithiumglimmergranit Porth Nanven | MQT Porth Ledden | Albit-Mikrogranit Porthmeor Cove |
| ----------- | ----------------------------------------- | ---------------------- | ------------------------------ | ---------------------- | ------------------------------ | --------------------------------- | ---------------- | -------------------------------- |
| SiO2        | 72,35                                     | 70,46                  | 72,21                          | 73,23                  | 75,52                          | 75,46                             | 76,63            | 75,29                            |
| TiO2        | 0,26                                      | 0,38                   | 0,16                           | 0,15                   | 0,10                           | 0,15                              | 0,08             | 0,04                             |
| Al2O3       | 14,52                                     | 14,81                  | 14,67                          | 14,13                  | 13,42                          | 13,45                             | 13,43            | 14,84                            |
| Fe2O3       | 0,30                                      | 0,32                   | 0,32                           | 0,52                   | 0,97                           | 0,94                              | 6,26             | 0,49                             |
| FeO         | 1,56                                      | 2,19                   | 1,15                           | 0,77                   | 0,36                           | 0,65                              | 0,65             | 0,43                             |
| MnO         | 0,06                                      | 0,07                   | 0,07                           | 0,02                   | 0,01                           | 0,02                              | 0,05             | 0,02                             |
| MgO         | 0,41                                      | 0,65                   | 0,32                           | 0,22                   | 0,05                           | 0,18                              | 0,17             | 0,10                             |
| CaO         | 0,79                                      | 0,85                   | 0,64                           | 0,65                   | 0,29                           | 0,42                              | 0,43             | 1,30                             |
| Na2O        | 2,96                                      | 2,52                   | 3,05                           | 2,69                   | 2,50                           | 2,62                              | 0,70             | 5,45                             |
| K2O         | 5,12                                      | 5,57                   | 4,99                           | 5,24                   | 5,84                           | 4,96                              | 0,14             | 0,95                             |
| P2O5        | 0,25                                      | 0,29                   | 0,27                           | 0,31                   | 0,16                           | 0,23                              | 0,25             | 0,23                             |
| H2O−        |                                           | 0,22                   | 0,30                           | 0,30                   |                                |                                   |                  |                                  |
| H2O+        |                                           | 1,00                   | 0,90                           | 0,80                   | 0,80                           | 0,81                              | 0,81             | 0,61                             |

Sämtliche Granite sind generell stark peraluminous, da ihr Verhältnis A/CNK zwischen 1,1 und 1,4 zu liegen kommt. Sie sind außerdem kalkalkalisch und gehören der Hoch-K-Serie an. Ihr Phosphorgehalt ist niedrig und liegt unter 0,4 Gewichtsprozent P2O5.
Die CGG zeigen recht homogene SiO2-Werte zwischen 70 und 73 Gewichtsprozent, wohingegen die FGG streuen und teils recht niedrige Werte zwischen 66 und 73 Gewichtsprozent aufweisen. Die Gehalte der CGG an FeO, MgO und CaO sind niedriger als die der FGG.
Die G 4-Granite unterscheiden sich deutlich von den G 3-Graniten, insbesondere durch einen erhöhten SiO2- und Fe2O3-Gehalt, bei gleichzeitig erniedrigten Werten von TiO2, FeO, MnO, MgO und CaO. Extreme Unterschiede zeigen der MQT und der Albit-Mikrogranit, wobei letzterer das Endstadium einer eigenständigen magmatischen Absonderung darstellen dürfte. Diese geochemische Entwicklung der G 3- hin zu den G 4-Graniten kommt sehr schön in einem Zr/Hf-Diagramm zum Ausdruck und spiegelt den generellen Trend der krustalen Zirkonfraktionierung wider. Auch hier verlassen MQT und Albit-Mikrogranit eindeutig diesen Trend durch spätmagmatische Hafniumanreicherung.
Auch wenn die Charakteristika für einen Granit des S-Typus überwiegen, was neben der Peraluminosität durch zahlreiche Greisen, Pegmatitadern und die Zinn-Wolfram-Mineralisation unterstrichen wird, so sind dennoch auch Anzeichen für entwickelte Granite des I-Typus zu erkennen, manifestiert in Hornblende-reichen Einschlüssen, in einem erhöhten εNd und in einer Anreicherung von Kupfer.

#### Spurenelemente
Aufgelistet hier eine Auswahl von Spurenelementen:
| Spurenelement ppm | Durchschnitt des Cornubischen Batholithen | Grobkörnig CGG Lamorna | Feinkörnig FGG Castle an Dinas | Grob aphyrisch Pendeen | Turmalingranit Pellitras Point | Lithiumglimmergranit Porth Nanven | MQT Porth Ledden | Albit-Mikrogranit Porthmeor Cove |
| ----------------- | ----------------------------------------- | ---------------------- | ------------------------------ | ---------------------- | ------------------------------ | --------------------------------- | ---------------- | -------------------------------- |
| Li                | 280                                       | 200                    | 410                            | 450                    | 60                             | 80                                | 60               | 40                               |
| B                 | 242                                       | 220                    | 550                            | 910                    | 600                            | 1000                              | 1000             | 200                              |
| Rb                | 491                                       | 415                    | 484                            | 675                    | 520                            | 592                               | 2                | 94                               |
| Ba                | 181                                       | 280                    | 135                            | 48                     | 17                             | 26                                | 2                | 48                               |
| Zr                | 113                                       | 169                    | 68                             | 66                     | 36                             | 66                                | 38               | 40                               |
| Sr                | 73                                        | 97                     | 53                             | 29                     | 15                             | 18                                | 7                | 139                              |
| Ce                | 63                                        | 99                     | 38                             | 33,5                   | 16,9                           | 29,6                              | 5,9              | 10,8                             |
| Cs                | 50                                        | 31                     | 52                             | 48                     | 23,7                           | 29,9                              | 1,3              | 10,3                             |
| Zn                | 45                                        | 67                     | 42                             | 23                     | 40                             | 30                                | 60               | 30                               |
| La                | 30                                        | 42                     | 15,6                           | 13,6                   | 7,1                            | 12,3                              | 2,3              | 5,8                              |
| Pb                | 28                                        | 30                     | 22                             | 16                     | 13,2                           | 10,6                              | 2,7              | 14,8                             |
| Nd                | 28                                        | 47,5                   | 18,8                           | 7                      | 7,6                            | 13,7                              | 3,1              | 4,9                              |
| Ga                | 24                                        | 22,6                   | 23                             | 25,8                   | 30                             | 30                                | 40               | 20                               |
| Sn                | 13                                        | 9                      | 28                             | 9                      | 100                            | 15                                | 5                | 20                               |
| Nb                | 18                                        | 19                     | 20                             | 26                     | 21                             | 23                                | 24               | 27                               |
| Th                | 15,3                                      | 25,9                   | 9,3                            | 10,9                   | 6,9                            | 11,2                              | 3,3              | 4,4                              |
| U                 | 12,8                                      | 17,9                   | 22,3                           | 6,7                    | 5,5                            | 8,1                               | 4,1              | 6,4                              |

Bei den Spurenelementen spiegelt sich die deutliche Differenzierung der Granite in hohen Gehalten an Rubidium (mit Ausnahme des MQT und des Albit-Mikrogranits), Cäsium und Niob. Sehr deutlich drückt sich in ihnen der Unterschied zwischen den G 3-Graniten einerseits und den G 4-Graniten (inklusive MQT und Albit-Mikrogranit) andererseits aus. Generell ist eine deutliche Abnahme der Konzentrationen zu beobachten, Ausnahmen in diesem Verhalten bilden beispielsweise die Konzentrationsanstiege von Bor (Turmalinisierung), Gallium und Niob. Die Zink- und Zinnwerte bleiben in etwa gleich, bemerkenswert ist jedoch der anomal hohe Zinnwert des Turmalingranits von Pellitras Point. Sehr abweichend gegenüber diesen Fraktionierungen verhalten sich der MQT und der Albit-Mikrogranit. Letzterer zeigt auch als einziges Gestein eine positive Europium-Anomalie.

#### Isotopenverhältnisse
| Isotopenverhältnis | CGG      | FGG      | Albit-Mikrogranit |
| ------------------ | -------- | -------- | ----------------- |
| 87Sr/86Sr          | 0,70944  | 0,70877  | 0,71307           |
| 143Nd/144Nd        | 0,512144 | 0,512209 | 0,512090          |

Die Isotopenverhältnisse 87Sr/86Sr und 143Nd/144Nd geben eine Abfolge ausgehend von FGG über CGG hin zu Albit-Mikrogranit zu erkennen.

### Gefüge

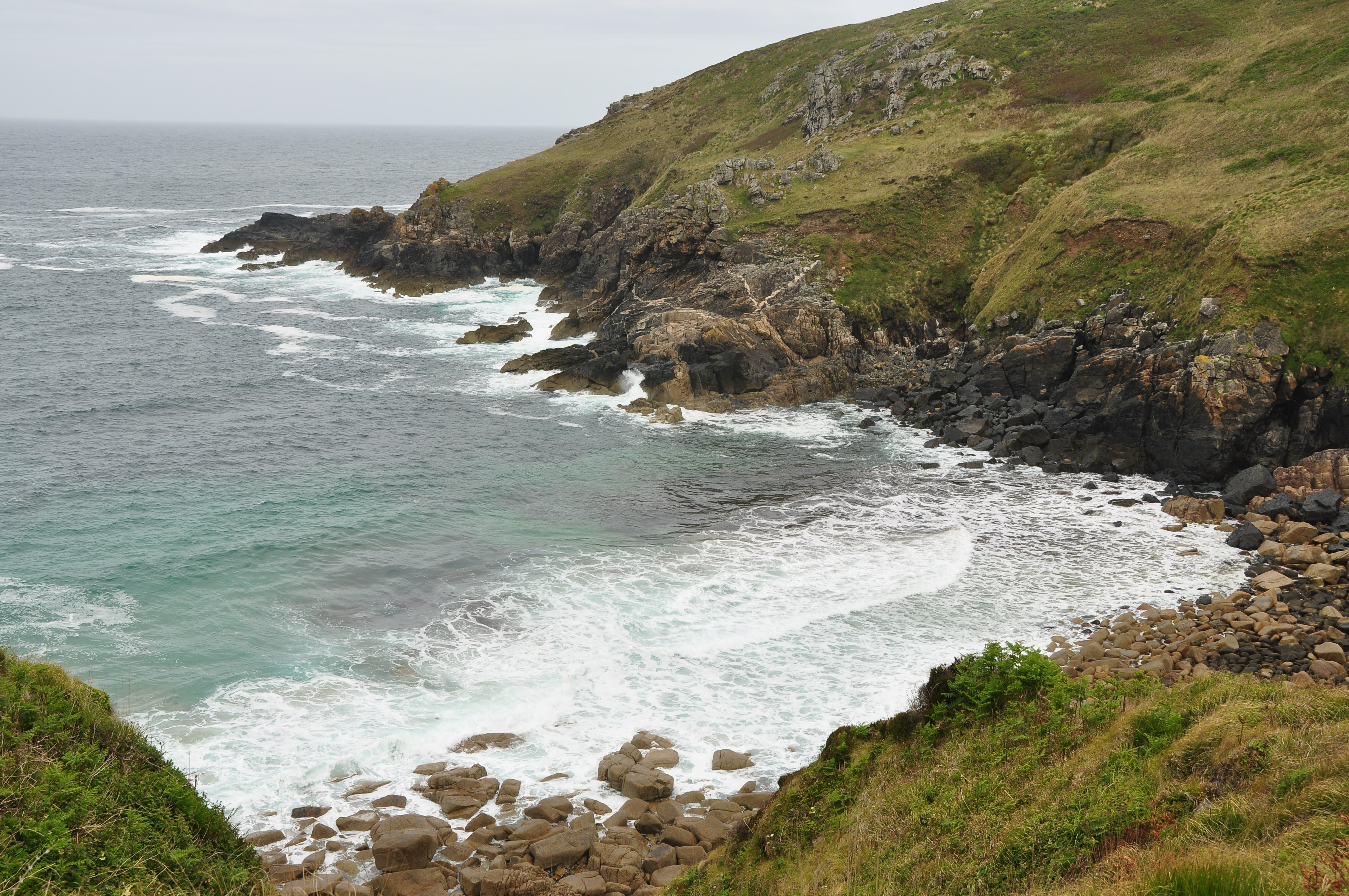
Porthmeor Cove mit Turmalingranit im Liegenden und Hornfels im Hangenden, durchschlagen von weißen Albit-Mikrogranitgängen

Die grob- und mittelkörnige Fazies zeichnen sich durch Feldspat-Phänokristalle aus, die starke Variationen in Größe und Modus an den Tag legen. Das magmatische Gefüge kann aufgrund der 2 bis 4 Zentimeter großen idiomorphen Alkalifeldspatkristalle bereits mit bloßem Auge erkannt werden. Letztere sind gewöhnlich mehr oder weniger gleich dimensioniert, können aber auch eine bimodale Verteilung annehmen – mit Riesenkristallen von bis zu 20 Zentimeter Länge und einer Restpopulation um 2 Zentimeter. Die Kristalle nehmen hierbei meist eine bevorzugte Einregelung an. Neuere Untersuchungen von Müller und Kollegen legen nahe, dass die Riesenfeldspäte bereits sehr früh als Xenokristalle unter höheren Temperaturen aus einem nur wenig differenzierten Magma auskristallisierten.

## Alter
Bisherige radiometrische Untersuchungen des Land’s End Granite ergaben Alter aus dem Kungurium. Sie reichen von 277,1 ± 0,4 bis 274,4 ± 0,4 Millionen Jahre. Eine Xenotimprobe lieferte sogar 279,3 ± 0,4 Millionen Jahre als bisher ältestes bekanntes Datum. Die Intrusionen erstrecken sich somit über rund 5 Millionen Jahre. In Relation zum Cornubischen Batholithen, dessen Alter 298,3 bis 272,3 Millionen Jahre überdecken und der in einem sehr langen Zeitraum von 26 Millionen Jahren zusammengesetzt worden war, stellt der Land’s End Granite einen seiner letzten Magmenpulse dar.

## Entstehung

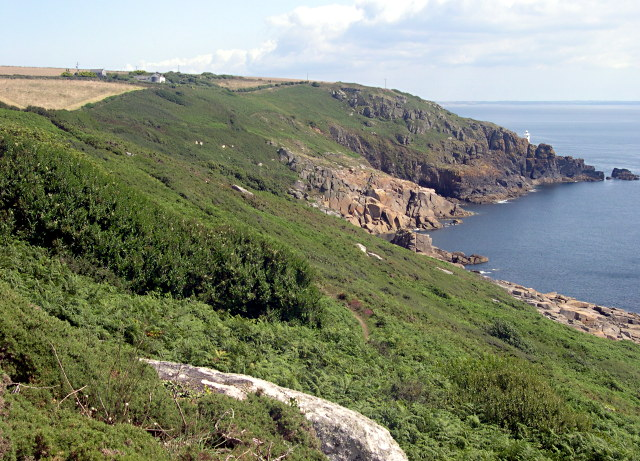
Kontakt zwischen Mylor Slate Formation und CGG bei Tater-du

Dass der Land’s End Granite eine sehr komplex zusammengesetzte Intrusion darstellt, kann nicht mehr angezweifelt werden. Eine große Anzahl neu entdeckter interner Kontakte bestätigt, dass eine Abfolge unterschiedlicher granitischer Magmen an seiner Entstehungsgeschichte beteiligt war. Die radiometrischen Alter belegen ihrerseits mehrere Stadien bei der Platznahme und der anschließenden Abkühlung des Plutons. All dies widerspricht früheren Modellvorstellungen, die von einem diapirhaften Aufdringen aus einer oder auch mehreren separaten Magmenkammern ausgingen. Die Variabilität der Kontakte verweist hierbei auf das Ausmaß der physischen und auch chemischen Wechselwirkungen zwischen den beteiligten Magmen. Sie liefert zwar Vorstellungen über die Mechanismen bei der Platznahme, kann aber über die Aufstiegswege der Magmen durch die Erdkruste keinerlei Aufklärung beisteuern.
Der allgemeine Konsensus bewegt sich mittlerweile dahin, andere Platznahmemechanismen heranzuziehen als nur Diapirismus. Viele neue Interpretationen erwägen gangartiges Aufsteigen und schichtartiges Platznehmen. In der Arbeit von Pownall und Kollegen (2012) wird von einem 3 Kilometer dicken lakkolithischen Schichtkörper ausgegangen, der in etwa 5,5 Kilometer Tiefe eingedrungen war. Die physikalischen Bedingungen der Intrusion lagen bei 0,15 ± 0,1 GPa Druckauflast gekoppelt mit Temperaturen von (615 ± 50) °C.

### Kontaktverhältnisse

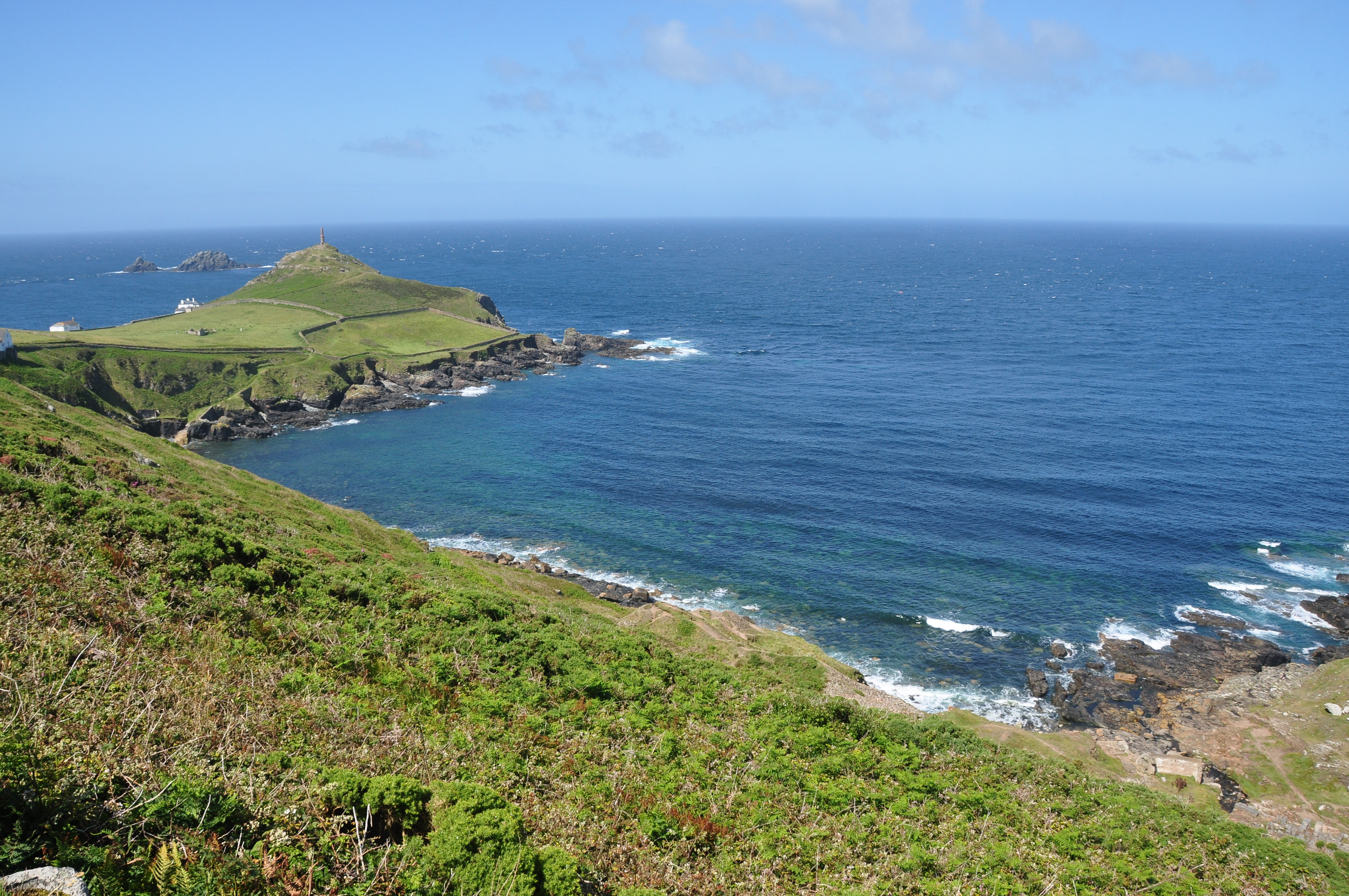
Blick von Porth Ledden über das Cape Cornwall, das aus Hornfels-Fleckenschiefern aufgebaut wird. In der untersten rechten Bildecke erfolgt der Kontakt zum CGG.

Durch seine teils komplexen internen Lagerungs- und Kontaktverhältnisse liefert der Land’s End Granite wichtige Einsichten für diese Problematik. Im Vergleich zum Gefüge des Wirtsgesteins (beispielsweise magmatische Foliation) können Kontakte des Intrusivgesteins konkordant oder diskordant erfolgen und hierbei scharf oder verschwommen bzw. graduell, flächig oder unregelmäßig (beulig, gewellt und nebulös) ausgebildet sein. Auch Verwerfungskontakte sind zu beobachten. Ebene Kontakte, die vorherige Foliationen oder Korngrenzen durchtrennen, lassen auf eine vollständige Verfestigung des Wirts schließen. Ebene, aber undeutlichere Kontakte deuten auf unvollständige Verfestigung des Wirts unterhalb des kritischen Schmelzanteils (Englisch Critical Melt Fraction oder CMF). Diffuse oder graduelle Kontakte lassen physische und/oder chemische Interaktionen vermuten und verlangen gleichzeitig einen höheren Gehalt an Residualschmelze und somit eine geringere Kristallinität im Vorläufer. Wellige oder unregelmäßige Kontakte erklären sich durch die Koexistenz zweier Magmen oberhalb ihrer CMF. Sie sind gewöhnlich scharf, können aber auch teils diffus erscheinen und deuten dann auf eine gewisse Interaktion der beiden Magmen. All diese Kontaktformen (mit Ausnahme der messerscharfen Kontakte) sind ein Hinweis für die Gegenwart von Kristallbreien (Englisch crystal mushes) – wobei die jeweilige Kontaktart Auskunft über den rheologischen Zustand (Steifigkeit) dieser Breie liefert.
Der Land’s End Granite manifestiert sämtliche Kontaktformen, vor allen Dingen Gänge und Schichtintrusionen. Aus ihnen wird ersichtlich, dass die Vorläufer bereits verfestigt waren oder ihre Kristallisation sich in einem fortgeschrittenen Stadium befand. Es erscheinen aber durchaus auch unregelmäßige Formen wie z. B. im FGG am Treen Cliff, die nahelegen, dass ein fluider Magmenpuls in ein noch fluides Magma eindrang. In diesem Fall kann der nur von der Viskosität des Wirtsmagmas beeinflusste intrusive Magmenpuls durchaus eine diapirartige Gestalt annehmen.

## Fazit
Der Land’s End Granite wird von einer komplexen Abfolge intrusiver Magmenpulse aufgebaut. Generell lassen sich drei Stadien auseinanderhalten:
- Megakristallreiche feinkörnige Biotitgranite FGG
- Megakristallreiche grobkörnige Biotitgranite CGG
- Fein- bis mittelkörnige Lithiumglimmergranite.

Diese drei Haupteinheiten bilden Schichtkörper im Zehner- bis Hundertmeterbereich, welche von Gängen gespeist werden. Die frühen FGG werden vollständig von den späteren Einheiten absorbiert und bilden in ihnen Einschlüsse im Zentimeter- bis Hundertmeterbereich. Kleine Einschübe unterhalb von 300 Metern aus Turmalingranit und MQT werden als Differentiate der Lithiumglimmergranite angesehen. Turmalingranitlagen treten auch an den Kontakten zu den Biotitgraniten auf – unter Ausbildung von Kammtexturen. Die Granite werden stellenweise von Hornfelsen der Mylor Slate Formation überdeckt und entwickeln auch hier Kammtexturen. Die jüngeren Intrusiva werden durch intensive Fraktionierung an Ort und Stelle sowie durch filtrierendes Abpressen (Englisch filter pressing) charakterisiert, was zu einer Anreicherung von Bor im Kuppelbereich führte. Die Turmalingranite entwickelten eine bedeutende Dampfphase, die sehr wahrscheinlich für Transport und Abscheiden der Metalle von St Just verantwortlich war. Die MQT sind das taube Endprodukt der Abtrennung und Unvermischbarkeit magmatischer Phasen während des Übergangs in den hydrothermalen Bereich. Dies lässt sich an der kompositionellen Zonierung von Quarz und Turmalin sowie an Schmelzeinschlüssen erkennen. Der Albit-Mikrogranit stellt eine eigenständige, weniger differenzierte Magmenentwicklung dar.
Es darf angenommen werden, dass die lakkolithischen Schichtkörper von Gängen gespeist wurden, welche ihrerseits Zugang zu einem an der Grenze Unterkruste/Oberer Erdmantel sitzenden Magmenreservoir hatten. Dies erklärt die gleichzeitigen S- und I-Charakteristika des Land’s End Granite.

## Mineralisierung

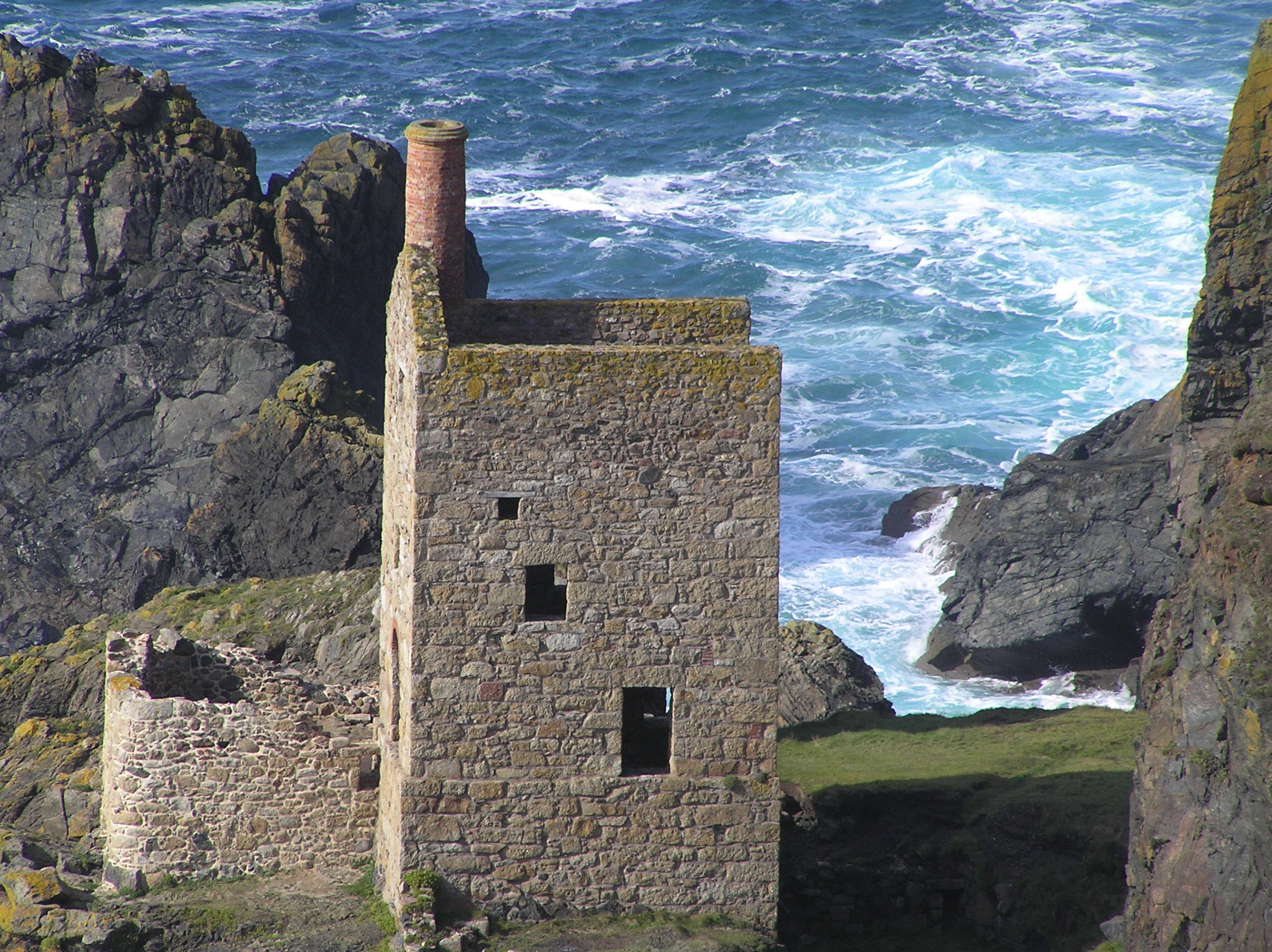
Die Botallack Mine bei St Just

Der Land’s End Granite wurde in seinem Spätstadium mineralisiert. Von Bedeutung ist die in seinem Westabschnitt gelegene Zinn-Kupfer-Arsen Lagerstätte bei St Just. Als Quelle der Vererzungen werden der Lithiumglimmergranit, verwandte Turmalingranite und der massive Quarz-Turmalin-Fels angesehen. Die Erzelemente hatten sich in der heißen Gas- bzw. Dampfphase vorangereichert und wurden dann hydrothermal weiterbefördert und schließlich in einem so genannten emanativen Zentrum westlich von St Just abgelagert.